# Малая Кокора
Малая Кокора (в верховьях — Узун-Оюк) — река в России, протекает в Республике Алтай. Устье реки находится в 171 км по левому берегу реки Башкаус. Длина реки составляет 25 км.

## Данные водного реестра
По данным государственного водного реестра России относится к Верхнеобскому бассейновому округу, водохозяйственный участок реки — Бассейн оз. Телецкое, речной подбассейн реки — Бия и Катунь. Речной бассейн реки — (Верхняя) Обь до впадения Иртыша.
Код объекта в государственном водном реестре — 13010100112115100002392.